# Leon van Nieuwkerk
Leon van Nieuwkerk ('s-Gravenzande, 4 november 1974) is een Nederlands voormalig voetballer die als aanvaller speelde.
Van Nieuwkerk speelde voor FC Utrecht, RKC Waalwijk, Helmond Sport en Telstar. Eind december 2000 moest hij in de wedstrijd tegen ADO Den Haag gewisseld worden vanwege hartritmestoornissen. Die waren van dien aard dat hij in maart 2001 zijn spelersloopbaan besloot.
Hoewel hij een hbo-opleiding commerciële economie volgde, is Van Nieuwkerk gaan werken als leraar in het basisonderwijs. Ook is hij assistent-trainer in het amateurvoetbal.